# Bazangansko jezero
Bazangansko jezero (perz. دریاچه بزنگان; Darjače-je Bazangan, ili perz. گل بی بی; Gol-e Bi-Bi) je jezero u pokrajini Razavi Horasan na sjeveroistoku Irana, oko 65 km zapadno od Sarahsa odnosno 70 km istočno od Mašhada. Nazvan je prema Bazanganu, naselju smještenom nekoliko kilometara prema jugozapadu. Jezero ima površinu od 69 ha i zapreminu od 5,52 milijuna m³ što ga čini najvećim slatkovodnim jezerom sjeveroistočnog Irana. Vodom se napaja isključivo pomoću lokalnih izvora i padalina jer pritoka nema. Prosječna nadmorska visina površine jezera iznosi 852 m. Bazangansko jezero i njegovu užu okolicu karakterizira visok stupanj bioraznolikosti zbog čega su proglašeni zaštićenim područjem.

## Zemljopis
Bazangansko jezero u širom smislu nalazi se na sjeveroistočnim padinama planine Kara-Dag (1825 m) od čijih je vrhova najkraćom zračnom linijom udaljen 10-ak km. Navedena planina pruža se u smjeru sjeverozapad−jugoistok i nadovezuje se na Kuh-e Marzdaran prema jugu odnosno gorja Hezar-Masdžid i Kopet-Dag na sjeveru. Padina Kara-Daga ima nagib od 2,5%, no relativno ravnomjerna topografija prekinuta je usporednom antiklinalom Kuh-e Šurluka podno čijih je sjeveroistočnih obronaka položeno jezero. Oblik jezera je izdužen i proteže se paralelno s okolnim planinama duljinom od 1,3 km, a širina mu oscilira od 250 m na sjevernom do 540 m na središnjem dijelu. Površina mu iznosi do 0,69 km², a nadmorska visina do 852 m. Najbliže naselje koje gravitira jezeru jest istoimeni Bazangan udaljen 3,5 km prema zapadu. Jezero i mjesto spojeni su cestom koja se prema jugu nadovezuje na državnu cestu 22 (Mašhad−Sarahs). Ova prometnica 6,5 km jugoistočno od jezera prolazi kroz Tang-e Nejzar, klanac od velike strateške važnosti kojim su povijesno prolazile karavane na Svilenom putu.

## Geologija
Jezero se nalazi na kompleksnom krškom području u kojem se prožimaju dvije geološke strukture. Starija nepropusna podloga datira se u mastriht (kasnu kredu) i sastoji se od karbonatnih stijena poput zelenkastog odnosno glaukonitskog vapnenca, te škriljca, pješčenjaka i šljunka. Mlađi krški oblici koji okružuju jezero su paleocenski i sastavljeni su od crvenkastih i smeđih siliciklastičnih sedimenata poput škriljca, glinenca, pješčenjaka, valutičnjaka i lapora. U starijim stijenama na jugu jezera pronađeni su makrofosili iz razreda školjkaša (Hippurites) i puževa (Otostoma), te mikrofosili poput mahovnjaka i foraminifera (Globotruncana i Rotaliidae).

## Hidrologija
U širem hidrološkom i hidrogeološkom smislu, Bazangansko jezero se klasificira pod karakumski slijev s čijim ga žarištem povezuju rijeke Rud-e Nejzar, Rud-e Šurluk i Harirud. Jezero nema izravnih pritoka i vodom se opskrbljuje isključivo lokalnim krškim izvorima, podzemnim vodama i padalinama. Bitno obogaćene vrijednosti ugljika-13 (13C) kod anorganskog otopljenog ugljika (DIC) u prosjeku od −4.5‰ ukazuju na doprinos raspadanja kalcita u navedenim krškim oblicima. Okolicom jezera prevladava hladna stepska klima (BSk) s visokim temperaturama od lipnja do rujna odnosno godišnjom količinom padalina od 200 mm. Najveća dubina jezera iznosi 12 m, a prosječna 8,0 m. Električna vodljivost vode vrlo je velika zbog otapanja podvodnih slojeva gipsa odnosno visokog stupnja evaporacije (2700 mm/god.) i iznosi 15,5−20.000 µ℧/cm, a pH vrijednost oko 8,0. Ovo potvrđuju i visoka koncentracija sulfata (SO4) od 4600 mg/l kao i prosječne vrijednosti stabilnih izotopa od 1,7% za kisik-18 (18O) odnosno −6,2‰ za deuterij (2H). Koncentracija otopljenog organskog ugljika (DOC) od 8,5 mg/l odnosno 27,7‰ veća je od one u opskrbnim izvorima (0,6 mg/l, 26,2‰), prvenstveno zbog prisutnosti fitoplanktona u vodi. Termalna stratifikacija odvija se od konca lipnja do konca srpnja, dok se termoklina nalazi na 4,25 do 6,0 m dubine. Bazangan se ubraja u oligotrofna jezera jer je siromašan hranjivim tvarima i ima malu organsku proizvodnju.

## Flora
Uz obale Bazanganskog jezera i užem utjecajnom području koje pokriva 102 ha zabilježeno je 112 biljnih vrsta raspoređenih u 96 rodova odnosno 35 porodica. Klasificirano prema Raunkiærovim formama rasta, 57% vrsta spada u terofite odnosno 28% u hemikriptofite. Također, prema fitogeografskim područjima 50% biljaka pripada iransko-turanskoj odnosno 30% eurosibirskoj regiji. Najzastupljenije porodice su Compositae, Gramineae, Cruciferae i Umbelliferae. Identificirane biljne vrste prema porodicama su:
- Amaryllidaceae − Ixiolirion tataricum.
- Asparagaceae − Muscari neglectum.
- Berberidaceae − Bongardia chrysogonum.
- Boraginaceae − Arnebia decumbens, Asperugo procumbens, Heliotropium lasiocarpum, Heterocaryum, Lappula microcarpa i Nonnea caspica.
- Brassicaceae − Cymatocarpus pilosissimus.
- Caprifoliaceae − Valerianella oxyrrhyncha.
- Caryophyllaceae − Acanthophyllum squarrosum, Gypsophila pilosa, Holosteum glutinosum, Spergularia i Vaccaria oxyodonta.
- Chenopodiaceae − Atriplex nitens, Salsola tomentosa i Salsola dendroides.
- Cleomaceae − Cleome coluteoides.
- Compositae − Achillea biebersteinii, Achillea nobilis, Achillea wilhelmisii, Artemisia scoparia, Artemisia gypsacea, Artemisia kopetdaghensis, Carduus pycnocephalus, Carthamus lanatus, Carthamus oxyacantha, Centaurea depressa, Cichorium intybus, Cousinia lasiandra, Echinops, Filago hurdwarica, Filago pyramidata, Garhadiolus, Koelpinia tenuissima, Scariola orientalis i Scorzonera litwinowii.
- Convolvulaceae − Convolvulus dorycnium.
- Cruciferae − Aethionema carneum, Alyssum desertorum, Brassica deflexa, Cardaria draba, Cryptospora falcata, Euclidium syriacum, Malcolmia africana, Malcolmia grandiflora, Rapistrum rugosum i Sisymbrium loeselii.
- Cyperaceae − Cyperus longus i Scirpus littoralis.
- Dipsacaceae − Scabiosa olivieri.
- Euphorbiaceae − Euphobia szovitsii.
- Fabaceae − Alhagi persarum, Astragalus compylotrichus, Astragalus compyorhynchus, Astragalus nigrolineatus, Medicago radiata, Sophora pachycarpa i Trigonella monanta.
- Geraniaceae − Geranium.
- Gramineae − Aegilops crassa, Alopecurus arundinaceus, Avena fatua, Cynodon dactylon, Heteranthelium piliferum, Hordeum glaucum, Phalaris, Phragmites australis, Poa bulbosa i Stipa barbata.
- Haloragaceae − Myriophyllum spicatum.
- Juncaceae − Juncus gerardi.
- Lamiaceae − Eremostachys hyoscyamoides, Eremostachys labiosa, Hymenocrater platistegius, Salvia macrosiphon, Stachys trinervis i Ziziphora tenuir.
- Liliaceae − Allium monophyllum, Allium rubellum i Scilla khorassanica.
- Orobanchaceae − Orobanche coelstis.
- Papaveraceae −  Fumaria aselpala, Hypecoum pendulum, Roemeria hybrida i Roemeria refracta.
- Polygonaceae − Polygonum alpestre.
- Potamogetonaceae − Potamogeton pectinatus.
- Primulaceae − Androsace maxima.
- Ranunculaceae − Consolida rugulosa, Delphinium semibarbatum, Nigella integrifolia, Ranunculus cicutarius, Ranunculus oxyspermus i Thalictrum isopyroides.
- Resedaceae − Reseda lutea.
- Rosaceae − Rosa persica.
- Rubiaceae − Asperula, Callipeltis cucullaria i Galium spurium.
- Ruppiaceae − Ruppia marittima.
- Scrophulariaceae − Veronica kurdica.
- Tamaricaceae − Tamarix ramosissima.
- Umbelliferae − Aphanopleura leptoclada, Bunium cylindricum, Bunium persicum, Eryngium bungei, Falcaria vulgaris, Ferula gumosa, Ferula szowitsiana, Turgenia latifolia i Zosimia absinthifolia.
- Zygophyllaceae − Zygophyllum eurypterum.

## Fauna
Jezero godišnje posjećuje od 2140 do 3200 ptica od čega desetak vrsta vodarica i buljine (Bubo bubo) iz reda sovki. Indeks disperzije najviši je tijekom listopada, a najmanji u prosincu. Na obalama se pojavljuje više vrsta sisavaca uključujući Ochotona rufescens iz porodice zviždara, endema na Iranskoj visoravni. Četiri identificirane vrste makroalgi i 33 vrste fitoplanktona pripadaju među četiri skupine algi: Chrysophyta (21 vrsta), Chlorophyta (7 vrsta), Cyanophyta (4 vrste) i Pyrrophyta (4 vrste). Najzastupljenije među navedenima su Diatoma tenuis, Fragillaria crotonensis, Ulothrix subtilissima i Merismopodia punctata. U usporedbi s ostalim skupinama, Chrysophyta je obilna tijekom svih godišnjih doba, osobito tijekom proljeća i ljeta. Zooplanktoni uključuju kalanoid Diaptomus, rašljoticalca Daphnia, midževe Chironomus, te kolnjake Hexarthera, Branchionus, Synchaeta. Pri obalnom pojasu također su prisutni Collembola, Corixid i Trichocorixa. U Bazanganskom jezeru uzgaja se nekoliko vrsta riba među kojima i introducirana kalifornijska pastrva.

## Poveznice
- Zemljopis Irana
- Popis iranskih jezera